# Bernhard Otto Curt von Prittwitz und Gaffron
Bernhard Otto Curt von Prittwitz und Gaffron (1849-1922) was een Duits aristocraat en militair. Hij was aan het einde van de 19e eeuw medeverantwoordelijk voor het opbouwen van een Keizerlijke Duitse Marine, de Hochseeflotte, die de Britse Marine naar de kroon stak. Von Prittwitz und Gaffron werkte veel samen met de admiraals v. Tirpitz en Prins Heinrich v. Preusen. Opvallend was dat deze laatste prins bij commando's vaak de opvolger van von Prittwitz und Gaffron was.
Bernhard Otto Curt von Prittwitz und Gaffron bekleedde de rangen van viceadmiraal en admiraal à la suite. Hij droeg de Ie Klasse van de Orde van de Rode Adelaar met Eikenloof, de Kroonorde Ie Klasse, De Albrechtsorde van Saksen IIe Klasse,  De Beierse Orde van Militaire Verdienste IIe Klasse, de Orde van Sint-Stanislaus van Rusland IIe Klasse met Ster en het kruis van een grootofficier in de Orde van Sint-Olaf van Noorwegen aan linten om de hals. Op zijn borst droeg hij de daarbij behorende sterren en plaques, een Schnalle of gesp,  de ster van de Orde van de Dubbele Draak Ie Klasse IIIe Rang. 
Op zijn borst droeg hij de linten en versierselen van de Orde van de Rode Adelaar IIIe Klasse met Kroon en Schleife, de Dienstauszeichnung, een medaille en de Centenarmedaille ter herinnering aan Wilhelm I.

## Het geslacht von Prittwitz und Gaffron
De Familie v. Prittwitz und Gaffron bracht meerdere hoge militairen voort.
- Generaal der Infanterie Maximilian Wilhelm Gustav Moritz von Prittwitz und Gaffron (27.11.1848 - 29.3.1917). Bevelhebber van het 8e Leger in Oost-Pruisen in 1918
- Luitenant-generaal Heinrich von Prittwitz und Gaffron (1889– gesneuveld in 1941) zoon van Admiraal Bernhard Otto Curt von Prittwitz und Gaffron

## Militaire loopbaan
- Kadett: 27 augustus 1867
- Unterleutnant: 6 augustus 1870
- Leutnant zur See: 21 december 1873
- Kapitänleutnant: 14 mei 1878
- Korvettenkapitän: 15 maart 1885
- Kapitän zur See: 17 maart 1891
- Konteradmiral: 13 november 1899
- Vizeadmiral: 27 januari 1904
- Admiral à la suite: 21 oktober 1910

## Decoraties
- Orde van de Rode Adelaar, 3e Klasse met Kroon
- Grootkruis in de Orde van de Rode Adelaar met Eikenloof
- Kroonorde (Pruisen), 1e Klasse
- Onderscheiding voor Trouwe Dienst (Pruisen)
- Orde van Militaire Verdienste (Beieren), 2e Klasse
- Commandeur der Eerste Klasse in de Albrechtsorde
- Orde van de Dubbele Draak (China), 1e Klasse, 3e graad
- Orde van Sint-Olaf, 1e Klasse
- Orde van Sint-Stanislaus, 2e klasse met Ster